# Lista över måreväxternas släkten
Detta är en lista över släkten i familjen måreväxter (Rubiaceae) alfabetiskt ordnad efter de vetenskapliga namnen.

## A
| Vetenskapligt namn      | Auktor                     | Svenskt namn | Källa |
| ----------------------- | -------------------------- | ------------ | ----- |
| Acranthera              | Arn. ex Meisn.             |              | IPNI  |
| Acrobotrys              | K.Schum. & Krause          |              | IPNI  |
| Acunaeanthus            | Borhidi, Komlodi & Moncada |              | IPNI  |
| Adina                   | Salisb.                    |              | IPNI  |
| Adinauclea              | Ridsdale                   |              | IPNI  |
| Agathisanthemum         | Klotzch                    |              | IPNI  |
| Aidia                   | Lour.                      |              | IPNI  |
| Aidiopsis               | Tirveng.                   |              | IPNI  |
| Airosperma              | K.Schum. & Lauterb.        |              | IPNI  |
| Aitchisonia             | Hemsl. ex Aitch.           |              | IPNI  |
| Alberta                 | E.Mey.                     |              | IPNI  |
| Aleisanthia             | Ridl.                      |              | IPNI  |
| Alibertia               | A.Rich. ex DC.             |              | IPNI  |
| Allaeophania            | Thwaites                   |              | IPNI  |
| Alleizettella           | Pit.                       |              | IPNI  |
| Allenanthus             | Standl.                    |              | IPNI  |
| Alseis                  | Schott                     |              | IPNI  |
| Amaioua                 | Aubl.                      |              | IPNI  |
| Amaracarpus             | Blume                      |              | IPNI  |
| Amphiasma               | Bremek.                    |              | IPNI  |
| Amphidasya              | Standl.                    |              | IPNI  |
| Ancylanthos             | Desf.                      |              | IPNI  |
| Anomanthodia            | Hook.f.                    |              | IPNI  |
| Antherostele            | Bremek.                    |              | IPNI  |
| Anthorrhiza             | C.R.Huxley & M.H.P.Jebb    |              | IPNI  |
| Anthocephalus → Breonia |                            |              |       |
| Anthospermum            | L.                         |              | SKUD  |
| Antirhea                | Comm. ex Juss.             |              | ITIS  |
| Aoranthe                | C.Somers                   |              | IPNI  |
| Aphaenandra             | Miq.                       |              | IPNI  |
| Aphanocarpus            | Steyerm.                   |              | IPNI  |
| Appunettia → Morinda    |                            |              |       |
| Appunia                 | Hook.f.                    |              | IPNI  |
| Arachnothryx            | Planch.                    |              | IPNI  |
| Arcytophyllum           | Roem. & Schult.            |              | IPNI  |
| Argocoffeopsis          | Lebrun                     |              | IPNI  |
| Argostemma              | Wall.                      |              | IPNI  |
| Ariadne                 | Urb.                       |              | IPNI  |
| Asemnantha              | Hook.f.                    |              | IPNI  |
| x Asperugalium          | P.Fourn.                   |              | IPNI  |
| Asperula                | L.                         | färgmåror    | NRM   |
| Astiella                | Jovet                      |              | IPNI  |
| Atractocarpus           | Schltr. & K.Krause         |              | IPNI  |
| Atractogyne             | Pierre                     |              | IPNI  |
| Augusta                 | Pohl                       |              | IPNI  |
| Aulacocalyx             | Hook.f.                    |              | IPNI  |

## B
| Vetenskapligt namn    | Auktor   | Svenskt namn | Källa |
| --------------------- | -------- | ------------ | ----- |
| Badusa                | A.Gray   |              | IPNI  |
| Balmea                | Martinez |              | IPNI  |
| Bataprine → Galium    |          |              |       |
| Bathysa               | Presl    |              | IPNI  |
| Batopedina            | Verdc.   |              | IPNI  |
| Belonophora           | Hook.f.  |              | IPNI  |
| Benkara               | Adans.   |              | IPNI  |
| Benzonia              | Schum.   |              | IPNI  |
| Berghesia             | Nees     |              | IPNI  |
| Bertiera              | Blume    |              | IPNI  |
| Bikkia                | Reinw.   |              | IPNI  |
| Blandibractea         | Wernham  |              | IPNI  |
| Blepharidium          | Standl.  |              | IPNI  |
| Bobea                 | Gaud.    |              | ITIS  |
| Boholia               | Merr.    |              | IPNI  |
| Borojoa               | Cuatrec. |              | IPNI  |
| Borreria → Spermacoce |          |              |       |
| Bothriospora          | Hook.f.  |              | IPNI  |
| Botryarrhena          | Ducke    |              | IPNI  |
| Bouvardia             | Salisb.  | bouvardior   | SKUD  |
| Brachytome            | Hook.f.  |              | IPNI  |
| Bradea                | Standl.  |              | IPNI  |
| Brenania              | Keay     |              | IPNI  |
| Breonadia             | Ridsdale |              | IPNI  |
| Breonia               | A.Rich.  |              | IPNI  |
| Burchellia            | R.Br.    |              | IPNI  |
| Burttdavya            | Hoyle    |              | IPNI  |
| Byrsophyllum          | Hook.f.  |              | IPNI  |

## C
| Vetenskapligt namn          | Auktor                      | Svenskt namn | Källa |
| --------------------------- | --------------------------- | ------------ | ----- |
| Caelospermum → Coelospermum |                             |              |       |
| Calanda → Pentanisia        | K.Schum.                    |              | IPNI  |
| Callipeltis                 | Stev.                       |              | IPNI  |
| Calochone                   | Keay                        |              | IPNI  |
| Calycophyllum               | DC.                         |              | SKUD  |
| Calycosia                   | A.Gray                      |              | IPNI  |
| Calycosiphonia              | (Pierre) Lebrun             |              | IPNI  |
| Canephora                   | Juss.                       |              | IPNI  |
| Canthium                    | Lam.                        |              | ITIS  |
| Capirona                    | Spruce                      |              | IPNI  |
| Captaincookia               | N.Hallé                     |              | IPNI  |
| Carpacoce                   | Sond.                       |              | IPNI  |
| Carphalea                   | Juss.                       |              | IPNI  |
| Carterella                  | E.E.Terrell                 |              | IPNI  |
| Casasia                     | A.Rich.                     |              | ITIS  |
| Catesbaea                   | L.                          |              | ITIS  |
| Catunaregam                 | Wolf                        |              | IPNI  |
| Cephaelis → Psychotria      |                             |              |       |
| Cephalanthus                | L.                          |              | SKUD  |
| Cephalodendron              | Steyerm.                    |              | IPNI  |
| Ceratopyxis                 | Hook.f.                     |              | IPNI  |
| Ceriscoides                 | (Benth. & Hook.f.) Tirveng. |              | IPNI  |
| Ceuthocarpus                | Aiello                      |              | IPNI  |
| Chaetostachydium            | Airy Shaw                   |              | IPNI  |
| Chalepophyllum              | Hook.f.                     |              | IPNI  |
| Chamaepentas                | Bremek.                     |              | IPNI  |
| Chapelieria                 | A.Rich.                     |              | IPNI  |
| Chassalia                   | Comm. ex Poir.              |              | IPNI  |
| Chazaliella                 | E.Petit & Verdc.            |              | IPNI  |
| Chimarrhis                  | Jacq.                       |              | IPNI  |
| Chiococca                   | P.Br.                       |              | ITIS  |
| Chione                      | DC.                         |              | ITIS  |
| Chlorochorion → Pentanisia  |                             |              |       |
| Chomelia                    | L.                          |              | IPNI  |
| Choulettia                  | Pomel                       |              | IPNI  |
| Chytropsia → Psychotria     |                             |              |       |
| Cigarilla                   | Aiello                      |              | IPNI  |
| Cinchona                    | L.                          |              | SKUD  |
| Cladoceras                  | Bremek.                     |              | IPNI  |
| Clarkella                   | Hook.f.                     |              | IPNI  |
| Coccochondra                | Rauschert                   |              | IPNI  |
| Coccocypselum               | P.Br.                       |              | ITIS  |
| Coddia                      | Verdc.                      |              | IPNI  |
| Coelopyrena                 | Valeton                     |              | IPNI  |
| Coelospermum                | Blume                       |              | IPNI  |
| Coffea                      | L.                          | kaffesläktet | SKUD  |
| Coleactina                  | N.Hallé                     |              | IPNI  |
| Colletoecema                | E.Petit                     |              | IPNI  |
| Commitheca                  | Bremek.                     |              | IPNI  |
| Condaminea                  | DC.                         |              | IPNI  |
| Conostomium                 | (Stapf) Cufod.              |              | IPNI  |
| Coprosma                    | J.R. & G.Forst.             | SKUD         |       |
| Coptophyllum                | Korth.                      |              | IPNI  |
| Coptosapelta                | Korth.                      |              | IPNI  |
| Corynanthe                  | Welw.                       |              | SKUD  |
| Coryphothamnus              | Steyerm.                    |              | IPNI  |
| Cosmibuena                  | Ruiz & Pav.                 |              | IPNI  |
| Cosmocalyx                  | Standl.                     |              | IPNI  |
| Coursiana → Schismatoclada  |                             |              |       |
| Coussarea                   | Aubl.                       |              | IPNI  |
| Coutaportla                 | Urb.                        |              | IPNI  |
| Coutarea                    | Aubl.                       |              | IPNI  |
| Cowiea                      | Wernham                     |              | IPNI  |
| Craterispermum              | Benth.                      |              | IPNI  |
| Cremaspora                  | Benth.                      |              | IPNI  |
| Cremocarpon                 | Boiv. ex Baill.             |              | IPNI  |
| Crobylanthe                 | Bremek.                     |              | IPNI  |
| Crocyllis                   | E.Mey.                      |              | IPNI  |
| Crossopteryx                | Fenzl                       |              | IPNI  |
| Crucianella                 | L.                          |              | SKUD  |
| Cruciata                    | Mill.                       | korsmåror    | NRM   |
| Cruckshanksia               | Hook. & Arn.                |              | IPNI  |
| Crusea                      | Cham. & Schlecht.           |              | ITIS  |
| Cuatrecasasiodendron        | Standl. & Steyerm.          |              | IPNI  |
| Cubanola                    | Aiello                      |              | IPNI  |
| Cuviera                     | DC.                         |              | IPNI  |
| Cyclophyllum                | Hook.f.                     |              | IPNI  |

## D
| Vetenskapligt namn | Auktor                    | Svenskt namn | Källa |
| ------------------ | ------------------------- | ------------ | ----- |
| Damnacanthus       | C.F.Gaertn.               |              | IPNI  |
| Danais             | Comm. ex Vent.            |              | IPNI  |
| Deccania           | Tirveng.                  |              | IPNI  |
| Declieuxia         | H.B. & K.                 |              | IPNI  |
| Dendrosipanea      | Ducke                     |              | IPNI  |
| Dentella           | J.R.Forst. & G.Forst.     |              | IPNI  |
| Deppea             | Cham. & Schltdl.          |              | IPNI  |
| Diacrodon          | Sprague                   |              | IPNI  |
| Dibrachionostylus  | Bremek.                   |              | IPNI  |
| Dichilanthe        | Thwaites                  |              | IPNI  |
| Dictyandra         | Welw. ex Benth. & Hook.f. |              | IPNI  |
| Didymaea           | Hook.f.                   |              | IPNI  |
| Didymochlamya      | Hook.f.                   |              | IPNI  |
| Didymoecium        | Bremek.                   |              | IPNI  |
| Didymopogon        | Bremek.                   |              | IPNI  |
| Didymosalpinx      | Keay                      |              | IPNI  |
| Diodella → Diodia  |                           |              |       |
| Diodia             | L.                        |              | ITIS  |
| Dioecrescis        | Tirveng.                  |              | IPNI  |
| Dioicodendron      | Steyerm.                  |              | IPNI  |
| Diplospora         | DC.                       |              | IPNI  |
| Discospermum       | Dalzell                   |              | IPNI  |
| Diyaminauclea      | Ridsdale                  |              | IPNI  |
| Dolichodelphys     | K.Schum.                  |              | IPNI  |
| Dolicholobium      | A.Gray                    |              | IPNI  |
| Dolichometra       | K.Schum.                  |              | IPNI  |
| Doricera           | Verdc.                    |              | IPNI  |
| Duidania           | Standl.                   |              | IPNI  |
| Dunnia             | Tutch.                    |              | IPNI  |
| Duperrea           | Pierre ex Pit.            |              | IPNI  |
| Duroia             | L.f.                      |              | IPNI  |
| Durringtonia       | R.J.F.Hend. & Guymer      |              | IPNI  |

## E
| Vetenskapligt namn  | Auktor         | Svenskt namn | Källa |
| ------------------- | -------------- | ------------ | ----- |
| Ecpoma              | K.Schum.       |              | IPNI  |
| Eizia               | Standl.        |              | IPNI  |
| Elaeagia            | Wedd.          |              | IPNI  |
| Eleuthranthes       | F.Muell.       |              | IPNI  |
| Emmenopterys        | Oliver         |              | IPNI  |
| Emmeorhiza          | Endl.          |              | IPNI  |
| Eosanthe            | Urb.           |              | IPNI  |
| Eriosemopsis        | Robyns         |              | IPNI  |
| Erithalis           | P.Br.          |              | ITIS  |
| Ernodea             | Sw.            |              | ITIS  |
| Euclinia            | Salisb.        |              | IPNI  |
| Exallage → Hedyotis |                |              |       |
| Exostema            | (Pers.) Bonpl. |              | IPNI  |

## F
| Vetenskapligt namn | Auktor        | Svenskt namn | Källa |
| ------------------ | ------------- | ------------ | ----- |
| Fadogia            | Schweinf.     |              | IPNI  |
| Fadogiella         | Robyns        |              | IPNI  |
| Fagerlindia        | Tirveng.      |              | IPNI  |
| Faramea            | Aubl.         |              | ITIS  |
| Ferdinandusa       | Pohl          |              | IPNI  |
| Feretia            | Delile        |              | IPNI  |
| Fergusonia         | Hook.f.       |              | IPNI  |
| Fernelia           | Comm. ex Lam. |              | IPNI  |
| Flagenium          | Baill.        |              | IPNI  |
| Flexanthera        | Rusby         |              | IPNI  |

## G
| Vetenskapligt namn       | Auktor                   | Svenskt namn | Källa |
| ------------------------ | ------------------------ | ------------ | ----- |
| Gaertnera                | Lam.                     |              | IPNI  |
| Gaillonia → Neogaillonia |                          |              |       |
| x Galiasperula           | Ronniger                 |              | IPNI  |
| Galiniera                | Delile                   |              | IPNI  |
| Galium                   | L.                       | måror        | NRM   |
| Gallienia                | Dubard & Dop             |              | IPNI  |
| Galopina                 | Thunb.                   |              | IPNI  |
| Gamatopea → Psychotria   |                          |              |       |
| Gardenia                 | J.Ellis                  | gardenior    | SKUD  |
| Gardeniopsis             | Miq.                     |              | IPNI  |
| Genipa                   | L.                       |              | SKUD  |
| Gentingia                | J.T.Johansson & K.M.Wong |              | IPNI  |
| Geophila                 | D.Don                    |              | ITIS  |
| Gillespiea               | A.C.Sm.                  |              | IPNI  |
| Gleasonia                | Standl.                  |              | IPNI  |
| Glionnetia               | Tirveng.                 |              | IPNI  |
| Glossostipula            | D.H.Lorence              |              | IPNI  |
| Gomphocalyx              | Baker                    |              | IPNI  |
| Gonzalagunia             | Ruiz & Pavón             |              | ITIS  |
| Gouldia                  | Gray                     |              | ITIS  |
| Greenea                  | Wight & Arn.             |              | IPNI  |
| Greeniopsis              | Merr.                    |              | IPNI  |
| Guettarda                | L.                       |              | ITIS  |
| Gynochthodes             | Blume                    |              | IPNI  |
| Gynopachis               | Blume                    |              | IPNI  |
| Gyrostipula              | Leroy                    |              | IPNI  |

## H
| Vetenskapligt namn | Auktor            | Svenskt namn | Källa |
| ------------------ | ----------------- | ------------ | ----- |
| Habroneuron        | Standl.           |              | IPNI  |
| Haldina            | Ridsdale          |              | IPNI  |
| Hallea             | J.-F.Leroy        |              | SKUD  |
| Hamelia            | Jacq.             |              | ITIS  |
| Hayataella         | Masam.            |              | IPNI  |
| Hedstromia         | A.C.Sm.           |              | IPNI  |
| Hedyotis           | L.                |              | SKUD  |
| Hedythyrsus        | Bremek.           |              | IPNI  |
| Heinsenia          | K.Schum.          |              | IPNI  |
| Heinsia            | DC.               |              | IPNI  |
| Hekistocarpa       | Hook.f.           |              | IPNI  |
| Henriquezia        | Spruce ex Benth.  |              | IPNI  |
| Heterophyllaea     | Hook.f.           |              | IPNI  |
| Hillia             | Jacq.             |              | ITIS  |
| Himalrandia        | T.Yamaz.          |              | IPNI  |
| Hindsia            | Benth.            |              | IPNI  |
| Hintonia           | Bullock           |              | IPNI  |
| Hippotis           | Ruiz & Pav.       |              | IPNI  |
| Hitoa → Ixora      |                   |              |       |
| Hodgkinsonia       | F.Muell.          |              | IPNI  |
| Hoffmannia         | Sw.               | hoffmannior  | SKUD  |
| Holstianthus       | Steyerm.          |              | IPNI  |
| Homollea           | Arènes            |              | IPNI  |
| Homolliella        | Arènes            |              | IPNI  |
| Houstonia          | L.                |              | SKUD  |
| Hutchinsonia       | Robyns            |              | IPNI  |
| Hydnophytum        | Jack              |              | IPNI  |
| Hydrophylax        | L.f.              |              | ITIS  |
| Hymenocnemis       | Hook.f.           |              | IPNI  |
| Hymenocoleus       | Robbrecht         |              | IPNI  |
| Hymenodictyon      | Wall.             |              | IPNI  |
| Hyperacanthus      | E.Mey. ex Bridson |              | IPNI  |
| Hypobathrum        | Blume             |              | IPNI  |
| Hyptianthera       | Wight & Arn.      |              | IPNI  |

## I
| Vetenskapligt namn    | Auktor         | Svenskt namn | Källa |
| --------------------- | -------------- | ------------ | ----- |
| Ibetralia → Alibertia |                |              |       |
| Indopolysolenia       | Bennet         |              | IPNI  |
| Isertia               | Schreb.        |              | IPNI  |
| Isidorea              | A.Rich. ex DC. |              | IPNI  |
| Ixora                 | L.             | eldbollar    | SKUD  |

## J
| Vetenskapligt namn | Auktor                    | Svenskt namn | Källa |
| ------------------ | ------------------------- | ------------ | ----- |
| Jackiopsis         | Ridsdale                  |              | IPNI  |
| Janotia            | Leroy                     |              | IPNI  |
| Jaubertia          | Guill.                    |              | IPNI  |
| Javorkaea          | Borhidi & M.Járai-Komlódi |              | IPNI  |
| Joosia             | Karst.                    |              | IPNI  |
| Jovetia            | M.Guedes                  |              | IPNI  |

## K
| Vetenskapligt namn | Auktor            | Svenskt namn | Källa |
| ------------------ | ----------------- | ------------ | ----- |
| Kailarsenia        | Tirveng.          |              | IPNI  |
| Kajewskiella       | Merr. & L.M.Perry |              | IPNI  |
| Keenania           | Hook.f.           |              | IPNI  |
| Keetia             | E.P.Phillips      |              | IPNI  |
| Kelloggia          | Torr. ex Benth.   |              | ITIS  |
| Kerianthera        | J.H.Kirkbr.       |              | IPNI  |
| Khasiaclunea       | Ridsdale          |              | IPNI  |
| Klossia            | Ridl.             |              | IPNI  |
| Knoxia             | L.                |              | IPNI  |
| Kochummenia        | K.M.Wong          |              | IPNI  |
| Kohautia           | Cham. & Schltdl.  |              | IPNI  |
| Kraussia           | Barv.             |              | IPNI  |
| Kutchubaea         | Fisch. ex DC.     |              | IPNI  |

## L
| Vetenskapligt namn            | Auktor                     | Svenskt namn | Källa |
| ----------------------------- | -------------------------- | ------------ | ----- |
| Ladenbergia                   | Klotzsch                   |              | IPNI  |
| Lagynias                      | E.Mey.                     |              | IPNI  |
| Lamprothamnus                 | Hiern                      |              | IPNI  |
| Lasianthus                    | Jack                       |              | ITIS  |
| Lathraeocarpa                 | Bremek.                    |              | IPNI  |
| Lecananthus                   | Jack                       |              | IPNI  |
| Lecanosperma → Heterophyllaea |                            |              |       |
| Lecariocalyx                  | Bremek.                    |              | IPNI  |
| Lemyrea                       | (A.Chev.) A.Chev. & Beille |              | IPNI  |
| Lepidostoma                   | Bremek.                    |              | IPNI  |
| Leptactina                    | Hook.f.                    |              | IPNI  |
| Leptodermis                   | Wall.                      |              | IPNI  |
| Leptomischus                  | Drake                      |              | IPNI  |
| Leptoscela                    | Hook.f.                    |              | IPNI  |
| Leptostigma                   | Arn.                       |              | IPNI  |
| Leptunis                      | Stev.                      |              | IPNI  |
| Lerchea                       | L.                         |              | IPNI  |
| Leroyia                       | Cavaco                     |              | IPNI  |
| Leucocodon                    | Gardn.                     |              | IPNI  |
| Leucolophus                   | Bremek.                    |              | IPNI  |
| Limnosipanea                  | Hook.f.                    |              | IPNI  |
| Lindenia                      | Benth.                     |              | IPNI  |
| Litosanthes                   | Blume                      |              | IPNI  |
| Lucinaea                      | DC.                        |              | IPNI  |
| Luculia                       | Sweet                      |              | IPNI  |
| Lucya                         | DC.                        |              | ITIS  |
| Ludekia                       | Ridsdale                   |              | IPNI  |

## M
| Vetenskapligt namn | Auktor              | Svenskt namn | Källa |
| ------------------ | ------------------- | ------------ | ----- |
| Macbrideina        | Standl.             |              | IPNI  |
| Machaonia          | Humb. & Bonpl.      |              | ITIS  |
| Macrocnemum        | P.Br.               |              | IPNI  |
| Macrosphyra        | Hook.f.             |              | IPNI  |
| Maguireocharis     | Steyerm.            |              | IPNI  |
| Maguireothamnus    | Steyerm.            |              | IPNI  |
| Malanea            | Aubl.               |              | IPNI  |
| Manietta           | L.                  | glödrankor   | SKUD  |
| Manostachya        | Bremek.             |              | IPNI  |
| Mantalania         | R.Cap. ex Leroy     |              | IPNI  |
| Margaritopsis      | C.Wright            |              | IPNI  |
| Maschalocorymbus   | Bremek.             |              | IPNI  |
| Maschalodesme      | K.Schum. & Lauterb. |              | IPNI  |
| Massularia         | (K.Schum.) Hoyle    |              | IPNI  |
| Mastixiodendron    | Melch.              |              | IPNI  |
| Mazaea             | Krug & Urb.         |              | IPNI  |
| Melanopsidium      | Colla               |              | IPNI  |
| Mericarpaea        | Boiss.              |              | IPNI  |
| Merumea            | Steyerm.            |              | IPNI  |
| Metadina           | Bakh.f.             |              | IPNI  |
| Meyna              | Roxb. ex Link       |              | IPNI  |
| Micrasepalum       | Urb.                |              | IPNI  |
| Microphysa         | Schrenk             |              | IPNI  |
| Mitchella          | L.                  |              | SKUD  |
| Mitracarpus        | Zucc.               |              | ITIS  |
| Mitragyna          | Korth.              |              | SKUD  |
| Mitrasacmopsis     | Jovet               |              | IPNI  |
| Mitriostigma       | Hochst.             |              | IPNI  |
| Molopanthera       | Turcz.              |              | IPNI  |
| Monosalpinx        | N.Hallé             |              | IPNI  |
| Montamans          | Dwyer               |              | IPNI  |
| Morelia            | A.Rich. ex DC.      |              | IPNI  |
| Morierina          | Vieill.             |              | IPNI  |
| Morinda            | L.                  |              | SKUD  |
| Morindopsis        | Hook.f.             |              | IPNI  |
| Motleyia           | J.T.Johansson       |              | IPNI  |
| Mouretia           | Pit.                |              | IPNI  |
| Multidentia        | Gilli               |              | IPNI  |
| Mussaenda          | L.                  | flaggbuskar  | SKUD  |
| Mussaendopsis      | Baill.              |              | IPNI  |
| Mycetia            | Reinw.              |              | IPNI  |
| Myonima            | Comm. ex Juss.      |              | IPNI  |
| Myrmecodia         | Jack                |              | SKUD  |
| Mymeconauclea      | Merr.               |              | IPNI  |
| Myrmephytum        | Becc.               |              | IPNI  |

## N
| Vetenskapligt namn     | Auktor            | Svenskt namn | Källa |
| ---------------------- | ----------------- | ------------ | ----- |
| Naletonia → Psychotria |                   |              |       |
| Nargedia               | Bedd.             |              | IPNI  |
| Nauclea                | L.                |              | SKUD  |
| Neanotis               | W.H.Lewis         |              | IPNI  |
| Neblinathamnus         | Steyerm.          |              | IPNI  |
| Nematostylis           | Hook.f.           |              | IPNI  |
| Nenax                  | Gaertn.           |              | IPNI  |
| Neobertiera            | Wernham           |              | IPNI  |
| Neoblakea              | Standl.           |              | IPNI  |
| Neobreonia             | Ridsdale          |              | IPNI  |
| Neofranciella          | Guillaumin        |              | IPNI  |
| Neogaillonia           | Lincz.            |              | IPNI  |
| Neohymenopogon         | Bennet            |              | IPNI  |
| Neolamarckia           | F.Bosser          |              | ITIS  |
| Neolaugeria            | Nicols.           |              | ITIS  |
| Neonauclea             | Merr.             |              | ITIS  |
| Neopentanisia          | Verdc.            |              | IPNI  |
| Nernstia               | Urb.              |              | IPNI  |
| Nertera                | Gaertn.           |              | SKUD  |
| Nesohedyotis           | (Hook.f.) Bremek. |              | IPNI  |
| Neurocalyx             | Hook.             |              | IPNI  |
| Nichallea              | Bridson           |              | IPNI  |
| Nodocarpaea            | A.Gray            |              | IPNI  |
| Nonatelia → Palicourea |                   |              |       |
| Normandia              | Hook.f.           |              | IPNI  |
| Nostolachma            | T.Durand          |              | IPNI  |

## O
| Vetenskapligt namn        | Auktor                                   | Svenskt namn | Källa |
| ------------------------- | ---------------------------------------- | ------------ | ----- |
| Ochreinauclea             | Ridsdale & R.C.Bakhuizen van den Brinkf. |              | IPNI  |
| Octotropis                | Bedd.                                    |              | IPNI  |
| Oldenlandia               | L.                                       |              | ITIS  |
| Oldenlandiopsis           | Terrell & W.H.Lewis                      |              | ITIS  |
| Oligocodon                | Keay                                     |              | IPNI  |
| Omiltemia                 | Standl.                                  |              | IPNI  |
| Opercularia               | Gaertn.                                  |              | IPNI  |
| Ophiorrhiza               | L.                                       |              | IPNI  |
| Ophryococcus              | Oerst.                                   |              | IPNI  |
| Oregandra                 | Standl.                                  |              | IPNI  |
| Oreopolus → Cruckshanksia |                                          |              |       |
| Osa                       | Aiello                                   |              | IPNI  |
| Otiophora                 | Zucc.                                    |              | IPNI  |
| Otocalyx                  | Brandegee                                |              | IPNI  |
| Otomeria                  | Benth.                                   |              | IPNI  |
| Ottoschmidtia             | Urb.                                     |              | IPNI  |
| Oxyanthus                 | DC.                                      |              | IPNI  |
| Oxyceros                  | Lour.                                    |              | IPNI  |

## P
| Vetenskapligt namn     | Auktor            | Svenskt namn | Källa |
| ---------------------- | ----------------- | ------------ | ----- |
| Pachystigma            | Hochst.           |              | IPNI  |
| Pachystylus            | K.Schum.          |              | IPNI  |
| Paederia               | L.                |              | ITIS  |
| Pagamea                | Aubl.             |              | IPNI  |
| Pagameopsis            | Steyerm.          |              | IPNI  |
| Palicourea             | Aubl.             |              | ITIS  |
| Pamplethantha          | Bremek.           |              | IPNI  |
| Paracephaelis          | Baill.            |              | IPNI  |
| Parachimarrhis         | Ducke             |              | IPNI  |
| Paracorynanthe         | R.Capuron         |              | IPNI  |
| Paragenipa             | Baill.            |              | IPNI  |
| Paraknoxia             | Bremek.           |              | IPNI  |
| Parapentas             | Bremek.           |              | IPNI  |
| Paratriaina            | Bremek.           |              | IPNI  |
| Pauridiantha           | Hook.f.           |              | IPNI  |
| Pausinystalia          | Beille            |              | SKUD  |
| Pavetta                | L.                |              | IPNI  |
| Payera                 | Baill.            |              | IPNI  |
| Pelagodendron          | Seem.             |              | IPNI  |
| Pentagonia             | Benth.            |              | IPNI  |
| Pentaloncha            | Hook.f.           |              | IPNI  |
| Pentanisia             | Harv.             |              | IPNI  |
| Pentanopsis            | Rendle            |              | IPNI  |
| Pentas                 | Benth.            |              | SKUD  |
| Pentodon               | Hochst.           |              | ITIS  |
| Peponidium             | (Baill.) Arènes   |              | IPNI  |
| Perakanthus            | Robyns ex Ridl.   |              | IPNI  |
| Perama                 | Aubl.             |              | IPNI  |
| Peratanthe             | Urb.              |              | IPNI  |
| Peripeplus             | Pierre            |              | IPNI  |
| Pertusadina            | Ridsdale          |              | IPNI  |
| Petagomoa → Psychotria |                   |              |       |
| Petitiocodon           | Robbr.            |              | IPNI  |
| Phellocalyx            | Bridson           |              | IPNI  |
| Phialanthus            | Griseb.           |              | ITIS  |
| Phitopis               | Hook.f.           |              | IPNI  |
| Phuopsis               | (Griseb.) Hook.f. | bollmåror    | NRM   |
| Phyllacantha           | Hook.f.           |              | IPNI  |
| Phyllis                | L.                |              | IPNI  |
| Phyllocrater           | Wernham           |              | IPNI  |
| Phyllomelia            | Griseb.           |              | IPNI  |
| Phylohydrax            | Puff              |              | IPNI  |
| Picardaea              | Urb.              |              | IPNI  |
| Pimentelia             | Wedd.             |              | IPNI  |
| Pinarophyllon          | Brandegee         |              | IPNI  |
| Pinckneya              | Michx.            |              | ITIS  |
| Pittoniotis            | Griseb.           |              | IPNI  |
| Placocarpa             | Hook.f.           |              | IPNI  |
| Placopoda              | Balf.f.           |              | IPNI  |
| Platycarpum            | Humb. & Bonpl.    |              | IPNI  |
| Plectronia             | L.                |              | IPNI  |
| Plectroniella          | Robyns            |              | IPNI  |
| Pleiocarpidia          | K.Schum.          |              | IPNI  |
| Pleiocoryne            | Rauschert         |              | IPNI  |
| Pleiocraterium         | Bremek.           |              | IPNI  |
| Plocama                | Ait.              |              | IPNI  |
| Plocaniophyllon        | Brandegee         |              | IPNI  |
| Poecilocalyx           | Bremek.           |              | IPNI  |
| Pogonolobus            | F.Muell.          |              | IPNI  |
| Pogonopus              | Klotzsch          |              | IPNI  |
| Polysphaeria           | Hook.f.           |              | IPNI  |
| Polyura                | Hook.f.           |              | IPNI  |
| Pomax                  | Sol. ex Gaertn.   |              | IPNI  |
| Porterandia            | Ridl.             |              | IPNI  |
| Portlandia             | P.Br.             |              | IPNI  |
| Posoqueria             | Aubl.             |              | IPNI  |
| Pouchetia              | A.Rich.           |              | IPNI  |
| Praravinia             | Korth.            |              | IPNI  |
| Pravinaria             | Bremek.           |              | IPNI  |
| Preussiodora           | Keay              |              | IPNI  |
| Prismatomeris          | Thwaites          |              | IPNI  |
| Proscephaleium         | Korth.            |              | IPNI  |
| Psathura               | Comm. ex Juss.    |              | IPNI  |
| Pseudaidia             | Tirveng.          |              | IPNI  |
| Pseudogaillonia        | Lincz.            |              | IPNI  |
| Pseudogardenia         | Keay              |              | IPNI  |
| Pseudohamelia          | Wernham           |              | IPNI  |
| Pseudomantalania       | Leroy             |              | IPNI  |
| Pseudomussaenda        | Wernham           |              | IPNI  |
| Pseudonesohedyotis     | Tennant           |              | IPNI  |
| Pseudopyxis            | Miq.              |              | IPNI  |
| Pseudosabicea          | N.Hallé           |              | IPNI  |
| Psilanthus             | Hook.f.           |              | IPNI  |
| Psychotria             | L.                | kräkrötter   | SKUD  |
| Psydrax                | Gaertn.           |              | IPNI  |
| Psyllocarpus           | Mart.             |              | IPNI  |
| Pteridocalyx           | Wernham           |              | IPNI  |
| Pterogaillonia         | Lincz.            |              | IPNI  |
| Pubistylus             | Thoth.            |              | IPNI  |
| Putoria                | Pers.             |              | IPNI  |
| Pygmaeothamnus         | Robyns            |              | IPNI  |
| Pyragra                | Bremek.           |              | IPNI  |
| Pyrostria              | Comm. ex Juss.    |              | IPNI  |

## R
| Vetenskapligt namn           | Auktor              | Svenskt namn | Källa |
| ---------------------------- | ------------------- | ------------ | ----- |
| Rachicallis → Rhachicallis   |                     |              |       |
| Ramosmania                   | Tirveng. & Verdc.   |              | IPNI  |
| Randia                       | L.                  |              | ITIS  |
| Raritebe                     | Wernham             |              | IPNI  |
| Ravnia                       | Oerst.              |              | IPNI  |
| Readea                       | Gillespie           |              | IPNI  |
| Relbunium                    | Benth. & Hook.f.    |              | IPNI  |
| Remijia                      | DC.                 |              | IPNI  |
| Rennellia                    | Korth.              |              | IPNI  |
| Retiniphyllum                | Humb. & Bonpl.      |              | IPNI  |
| Rhachicallis                 | Spach               |              | IPNI  |
| Rhadinopus                   | S.Moore             |              | IPNI  |
| Raphidura                    | Bremek.             |              | IPNI  |
| Rhipidantha                  | Bremek.             |              | IPNI  |
| Rhopalobrachium              | Schltr. & Krause    |              | IPNI  |
| Rhyssocarpus → Melanopsidium |                     |              |       |
| Richardia                    | L.                  |              | ITIS  |
| Riqueuria                    | Ruiz & Pav.         |              | IPNI  |
| Robynsia                     | Hutch.              |              | IPNI  |
| Rogiera                      | Planch.             |              | IPNI  |
| Roigella                     | Borhidi & Fernandez |              | IPNI  |
| Ronabea → Psychotria         |                     |              |       |
| Rondeletia                   | L.                  |              | SKUD  |
| Rothmannia                   | Thunb.              |              | SKUD  |
| Rubia                        | L.                  | krappar      | NRM   |
| Rudgea                       | Salisb.             |              | IPNI  |
| Rustia                       | Klotzsch            |              | IPNI  |
| Rutidea                      | DC.                 |              | IPNI  |
| Rytigynia                    | Blume               |              | IPNI  |

## S
| Vetenskapligt namn          | Auktor                         | Svenskt namn | Källa |
| --------------------------- | ------------------------------ | ------------ | ----- |
| Sabicea                     | Aubl.                          |              | ITIS  |
| Sacosperma                  | G.Taylor                       |              | IPNI  |
| Saldinia                    | A.Rich. ex DC.                 |              | IPNI  |
| Salzmannia                  | DC.                            |              | IPNI  |
| Saprosma                    | Blume                          |              | IPNI  |
| Sarcocephalus               | Sabine                         |              | SKUD  |
| Sarcopygme                  | Setch. & Christoph.            |              | ITIS  |
| Schachtia                   | Karst.                         |              | IPNI  |
| Schismatoclaea              | Baker                          |              | IPNI  |
| Schizenterospermum          | Homolle ex Arènes              |              | IPNI  |
| Schizocalyx                 | Wedd.                          |              | IPNI  |
| Schizocolea                 | Bremek.                        |              | IPNI  |
| Schizomussaenda → Mussaenda |                                |              |       |
| Schizostigma                | Arn.                           |              | IPNI  |
| Schmidtottia                | Urb.                           |              | IPNI  |
| Schradera                   | Vahl                           |              | ITIS  |
| Schumanniophyton            | Harms                          |              | IPNI  |
| Schwendenera                | K.Schum.                       |              | IPNI  |
| Scolosanthus                | Vahl                           |              | ITIS  |
| Scyphiphora                 | Gaertn.f.                      |              | ITIS  |
| Scyphochlamys               | Balf.f.                        |              | IPNI  |
| Scyphostachys               | Thwaites                       |              | IPNI  |
| Sericanthe                  | Robbr.                         |              | IPNI  |
| Serissa                     | Juss.                          |              | SKUD  |
| Shaferocharis               | Urb.                           |              | IPNI  |
| Sherardia                   | L.                             | maddar       | NRM   |
| Sherbournia                 | G.Don                          |              | IPNI  |
| Sickingia → Simira          |                                |              |       |
| Siderobombyx                | Bremek.                        |              | IPNI  |
| Siemensia                   | Urb.                           |              | IPNI  |
| Simira                      | Aubl.                          |              | SKUD  |
| Sinoadina                   | Ridsdale                       |              | IPNI  |
| Sipanea                     | Aubl.                          |              | IPNI  |
| Sipaneopsis                 | Steyerm.                       |              | IPNI  |
| Siphonandrium               | K.Schum.                       |              | IPNI  |
| Sommera                     | Schltdl.                       |              | IPNI  |
| Spathichlamys               | R.N.Parker                     |              | IPNI  |
| Spermacoce                  | L.                             |              | ITIS  |
| Spermadictyon               | Roxb.                          |              | IPNI  |
| Sphinctanthus               | Benth.                         |              | IPNI  |
| Spiradiclis                 | Blume                          |              | IPNI  |
| Squamellaria                | Becc.                          |              | IPNI  |
| Stachyarrhena               | Hook.f.                        |              | IPNI  |
| Stachyococcus               | Standl.                        |              | IPNI  |
| Staelia                     | Cham. & Schltdl.               |              | IPNI  |
| Standleya                   | Brade                          |              | IPNI  |
| Steenisia                   | Bakh.f.                        |              | IPNI  |
| Stelechantha                | Bremek.                        |              | IPNI  |
| Stephanococcus              | Bremek.                        |              | IPNI  |
| Stevensia                   | Poit.                          |              | IPNI  |
| Steyermarkia                | Standl.                        |              | IPNI  |
| Stichianthus                | Valeton                        |              | IPNI  |
| Stilpnophyllum              | Hook.f.                        |              | IPNI  |
| Stipularia                  | P.Beauv.                       |              | IPNI  |
| Stomandra                   | Standl.                        |              | IPNI  |
| Streblosa                   | Korth.                         |              | IPNI  |
| Streblosiopsis              | Valeton                        |              | IPNI  |
| Strempelia → Psychotria     |                                |              |       |
| Striolaria                  | Ducke                          |              | IPNI  |
| Strumpfia                   | Jacq.                          |              | ITIS  |
| Stylosiphonia               | Brandegee                      |              | IPNI  |
| Suberanthus                 | Borhidi & M.Fernandez Zequeira |              | IPNI  |
| Sukunia                     | A.C.Sm.                        |              | IPNI  |
| Sulitia                     | Merr.                          |              | IPNI  |
| Synaptantha                 | Hook.f.                        |              | IPNI  |
| Syringantha                 | Standl.                        |              | IPNI  |

## T
| Vetenskapligt namn        | Auktor                       | Svenskt namn | Källa |
| ------------------------- | ---------------------------- | ------------ | ----- |
| Tamilnadia                | Tirveng. & Sastre            |              | IPNI  |
| Tammsia                   | H.Karst.                     |              | IPNI  |
| Tapiphyllum               | Robyns                       |              | IPNI  |
| Tarenna                   | Gaertn.                      |              | IPNI  |
| Tarennoidea               | Tirveng. & Sastre            |              | IPNI  |
| Temnocalyx                | Robyns ex Ridl.              |              | IPNI  |
| Temnopteryx               | Hook.f.                      |              | IPNI  |
| Tennantia                 | Verdc.                       |              | IPNI  |
| Theligonum                | L.                           |              | IPNI  |
| Thogsennia                | Aiello                       |              | IPNI  |
| Thyridocalyx              | Bremek.                      |              | IPNI  |
| Timonius                  | DC.                          |              | ITIS  |
| Tobagoa                   | Urb.                         |              | IPNI  |
| Tocoyena                  | Aubl.                        |              | IPNI  |
| Tortuella                 | Urb.                         |              | IPNI  |
| Trailliaedoxa             | W.W.Sm. & Forrest            |              | IPNI  |
| Tresanthera               | Karst.                       |              | IPNI  |
| Triainolepis              | Hook.f.                      |              | IPNI  |
| Tricalysia                | A.Rich. ex DC.               |              | IPNI  |
| Trichostachys             | Hook.f.                      |              | IPNI  |
| Trigonopyren → Psychotria |                              |              |       |
| Trukia                    | Kaneh.                       |              | IPNI  |
| Tsiangia                  | P.P.H.But, H.H.Hsue & P.T.Li |              | IPNI  |

## U
| Vetenskapligt namn   | Auktor        | Svenskt namn | Källa |
| -------------------- | ------------- | ------------ | ----- |
| Uncaria              | Schreb.       |              | SKUD  |
| Uragoga → Psychotria |               |              |       |
| Urophyllum           | Jack ex Wall. |              | IPNI  |

## V
| Vetenskapligt namn | Auktor         | Svenskt namn | Källa |
| ------------------ | -------------- | ------------ | ----- |
| Valantia           | L.             |              | IPNI  |
| Vangueria          | Comm. ex Juss. |              | ITIS  |
| Vangueriella       | Verdc.         |              | IPNI  |
| Vangueriopsis      | Robyns ex Good |              | IPNI  |
| Versteegia         | Valeton        |              | IPNI  |
| Villaria           | Rolfe          |              | IPNI  |
| Virectaria         | Bremek.        |              | IPNI  |

## W
| Vetenskapligt namn       | Auktor   | Svenskt namn | Källa |
| ------------------------ | -------- | ------------ | ----- |
| Warburgina → Callipeltis |          |              |       |
| Warszewiczia             | Klotzsch |              | IPNI  |
| Wendlandia               | DC.      |              | IPNI  |
| Wernhamia                | S.Moore  |              | IPNI  |
| Wittmackanthus           | Kuntze   |              | ITIS  |

## X
| Vetenskapligt namn      | Auktor          | Svenskt namn | Källa |
| ----------------------- | --------------- | ------------ | ----- |
| Xanthophytum            | Reinw. ex Blume |              | IPNI  |
| Xantonnea               | Pierre ex Pit.  |              | IPNI  |
| Xantonneopsis           | Pit.            |              | IPNI  |
| Xerococcus → Hoffmannia |                 |              |       |

## Y
| Vetenskapligt namn | Auktor   | Svenskt namn | Källa |
| ------------------ | -------- | ------------ | ----- |
| Yutajea            | Steyerm. |              | IPNI  |

## Z
| Vetenskapligt namn | Auktor | Svenskt namn | Källa |
| ------------------ | ------ | ------------ | ----- |
| Zuccarinia         | Blume  |              | IPNI  |

## Auktorkällor
- IPNI - International Plant Names Index
- ITIS - Integrated Taxonomic Information System
- NRM - Naturhistoriska riksmuseets checklista
- SKUD - Svensk kulturväxtdatabas